# کریستین لتارد
کریستین لتارد (انگلیسی: Christian Letard؛ زادهٔ ۲۳ نوامبر ۱۹۴۷) بازیکن فوتبال اهل فرانسه است.